# Карие, Ахмед Абди
Ахмед Абди Карие «Кур-Кур» (сомал. Axmed Cabdi Kaariye "Qoor Qoor"; род. 10 октября 1968, Хобьо, Сомали) — сомалийский политик, действующий президент Галмудуга с 2 февраля 2020 года.

## Биография
Родился в 1968 году в прибрежном городе Хобьо. Происходит из субклана Салибан клана Хабад Гидир.
Был министром общественных работ, реконструкции и жилищного строительства Федерального правительства Сомали. Его вступление в должность президента — это первый раз, когда он занимал какой-либо пост в правительстве Галмудуга.
Из-за того, что Карие был новичком в политике Галмудуга, некоторые критики заявили, что президентом следовало избрать кого-то с уже имеющимся опытом, полученным в управлении Галмудугом.
По словам Ахмеда Абди Карие, его основными задачами на посту президента являются разоружение и интеграция местных клановых ополченцев в силы государственной безопасности, а также строительство порта Хобьо. Одной из форм поправки, которая была названа необходимой, является пересмотром порядка передачи власти, поскольку срок полномочий бывшего президента Гелле, по мнению некоторых корреспондентов, имел произвольный график.
2 июня 2020 года в Галькайо Карие объявил о новом плане разоружения клановых ополченцев в Галмудуге. Однако, он также заявил, что всё незаконное огнестрельное оружие, находившееся «в разных руках», будет возвращено.
Карие заметно отличался от других представителей региональных правительств, заявив, что у него есть тесные отношения с центральным правительством Сомали и её правящей партией. Сторонние новостные агентства это подтвердили.